# Piotr Charov
Pour les articles homonymes, voir Charov.
Piotr Alexeïevitch Charov (1799-1846), en russe Петр Алексеевич Шаров, est un architecte russe.

## Biographie

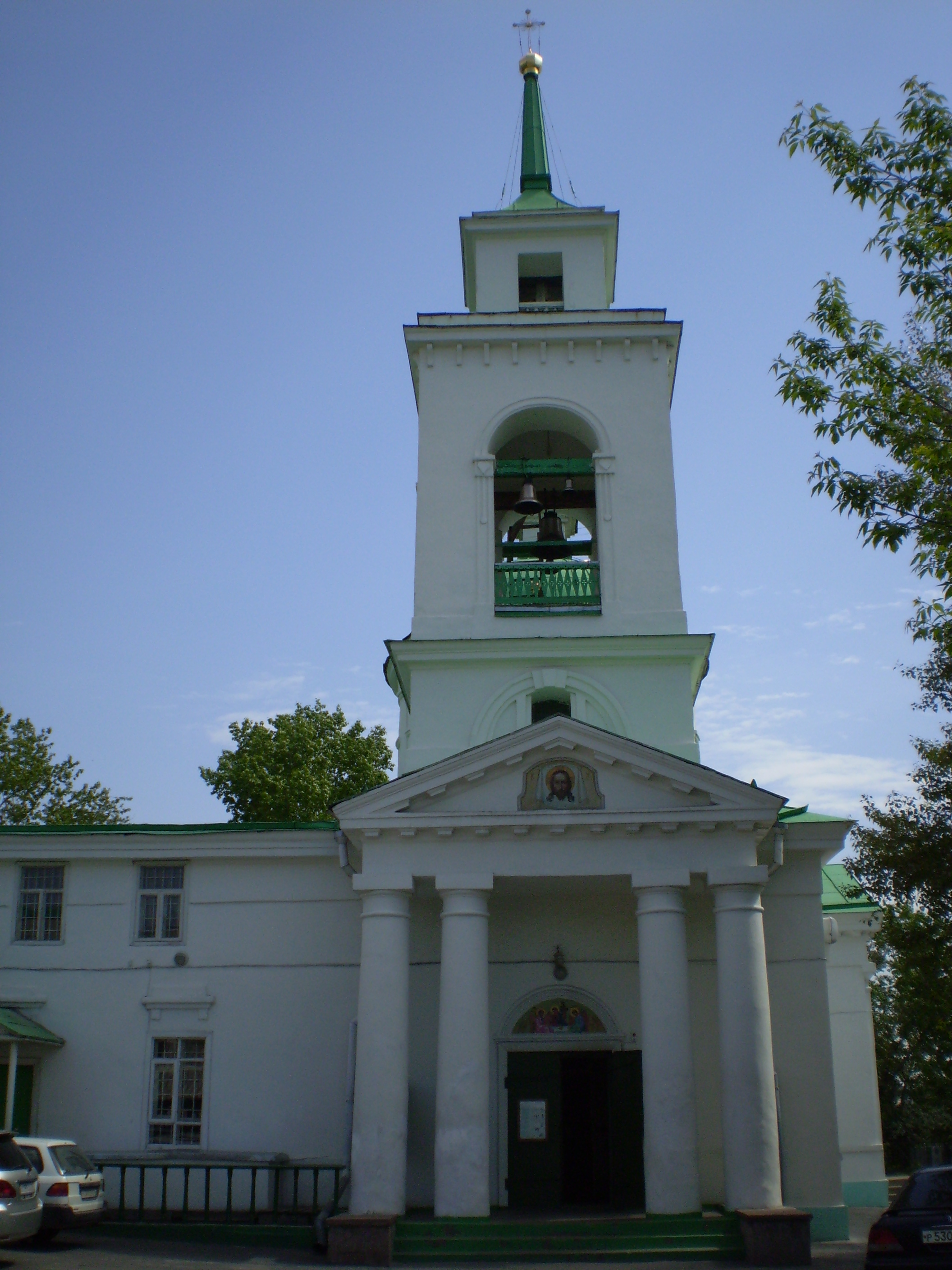
Vue de l'église de la Trinité de Krasnoïarsk

Piotr Charov naît dans une famille de serfs appartenant à la comtesse Stroganov. Celle-ci remarque les dispositions du jeune garçon et le confie à l'architecte Voronikhine (1759-1814) qui le prend comme apprenti à Saint-Pétersbourg. Charov prend part à la construction de la cathédrale Notre-Dame-de-Kazan de Saint-Pétersbourg et après la mort de Voronikhine en 1814 entre à l'académie des beaux-arts, en tant que « pensionnaire libre ». Le nombre d'étudiants issus de la classe des serfs s'accroît à cette époque. Aussi Alexandre Ier ne fait accepter en 1817 que ceux qui sont émancipés. Charov est donc exclu au début de l'année 1818. Il est chargé alors de surveiller les chantiers de la comtesse Stroganov. Il se rend en 1827 à Krasnoïarsk, appelé par le premier gouverneur du gouvernement du Ienisseï, Alexandre Stepanov (ru) (1781-1837). Il fait partie de la catégorie des architectes de la province en tant qu'aide-architecte. Il collabore en 1827 à la construction de l'église Saint-Nicolas située près de la distillerie de la ville d'Iénisseïsk. Cette église de pierre est consacrée en 1829.
Botski, architecte de la province, se rend à Irkoutsk à l'été 1827, qui est alors en pleine construction. Il lui est ordonné de prendre avec lui Charov qui à cette époque est chargé de missions d'inspection le long de la route de l'Iénisseï et de la route de Sibérie, en particulier de celles concernant la construction de prisons. Il construit d'ailleurs celle de Krasnoïarsk. Charov est élevé au rang d'artiste-architecte en 1830. Il épouse une fille de cosaque, Varvara Mikhaïlovna Samoïlova. En 1831, il achète une parcelle de terrain à Krasnoïarsk pour y construire sa maison. Il bâtit en 1834 l'église de la Trinité, et à Iénisseïsk une partie de l'église de l'Assomption (terminée en 1835).
La majorité de l'œuvre de Charov se situe dans le territoire de l'ancien gouvernement du Iénisseï, comme l'église Saint-Georges de Biéloïarsk, la maison du négociant Khorochi, et le séminaire (1839) à Atchinsk, iconostase de l'église de la Trinité de Baraïtsk (1836).
Charov meurt en 1846. Il est enterré au cimetière de la Trinité de Krasnoïarsk.